# خوان لوبيز (منافس ألعاب قوى)
خوان لوبيز (بالإسبانية: Juan López)‏ هو منافس ألعاب قوى أوروغواياني، ولد في 14 فبراير 1926.

## وصلات خارجية
- خوان لوبيز على موقع أوليمبيديا (الإنجليزية)